# Liste der Monuments historiques in Gannat
Die Liste der Monuments historiques in Gannat führt die Monuments historiques in der französischen Gemeinde Gannat auf.

## Liste der Bauwerke
| Bezeichnung                                 | Beschreibung                  | Standort | Kennzeichnung | Schutzstatus | Datum | Bild           |
| ------------------------------------------- | ----------------------------- | -------- | ------------- | ------------ | ----- | -------------- |
| Schloss                                     | Erbaut im 14. Jahrhundert     | (Lage)   | PA00093106    | Inscrit      | 1926  | weitere Bilder |
| Kirche Sainte-Croix                         | Erbaut ab dem 12. Jahrhundert | (Lage)   | PA00093107    | Classé       | 1910  | weitere Bilder |
| Kirche St-Étienne                           | Erbaut im 12. Jahrhundert     | (Lage)   | PA00093108    | Classé       | 1944  | weitere Bilder |
| Kirche St-James (Fotos in der Base Mérimée) | Erbaut im 12. Jahrhundert     | (Lage)   | PA03000045    | Inscrit      | 2011  |                |

## Liste der Objekte

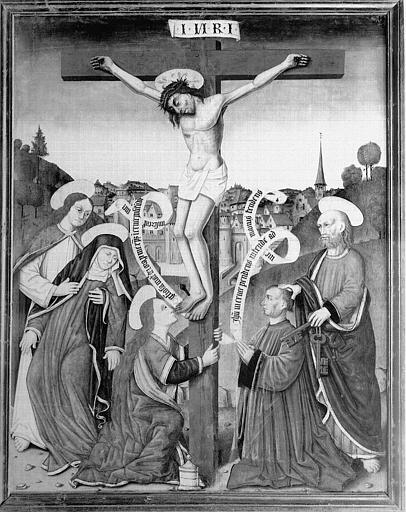
Gemälde Kreuzigung aus dem 15. Jahrhundert in der Kirche Ste-Croix

- Monuments historiques (Objekte) in Gannat in der Base Palissy des französischen Kultusministeriums